# کاروانسرای روحیه
کاروانسرای روحیه مربوط به دوره قاجار - دوره پهلوی است و در همدان، میدان امام، خیابان اکباتان واقع شده و این اثر در تاریخ ۱۸ اسفند ۱۳۸۷ با شمارهٔ ثبت ۲۵۱۲۲ به‌عنوان یکی از آثار ملی ایران به ثبت رسیده است.